# Maciej Wężyk
Maciej Wężyk (ur. 26 maja 1927 w Poznaniu, zm. 19 sierpnia 1994 w Chrząstowie) – polski koszykarz, reprezentant Polski, wielokrotny medalista mistrzostw Polski, trener koszykarski, działacz sportowy (Hutnik Kraków), międzynarodowy sędzia koszykarski.
Jego żoną została koszykarka Wisły, wielokrotna medalistka mistrzostw Polski – Elżbieta Żółtowska. Jego młodszy syn Władysław występował w koszykarskiej drużynie Hutnika Kraków.

## Osiągnięcia
Na podstawie, o ile nie zaznaczono inaczej.
Klubowe
- Mistrz Polski (1954)
- 4-krotny wicemistrz Polski (1951, 1952, 1956, 1959)
- 3-krotny brązowy medalista mistrzostw Polski (1950, 1957, 1958)
- Zdobywca Pucharu Polski (1951, 1952)
- Finalista Pucharu Polski (1953, 1958)
- Awans do najwyższej klasy rozgrywkowej (1949)